# Principato di Butera
Il Principato di Butera fu uno stato feudale esistito in Sicilia tra la seconda metà del XVI secolo e gli inizi del XIX secolo, che corrispondeva al territorio dell'odierno comune di Butera, in provincia di Caltanissetta. 
Fu il primo stato feudale dell'isola di rango principesco, creato nel 1563.

## Storia
Butera, città baronale con il mero e misto imperio del Val di Noto, fu elevata a contea nel 1089 con il Gran Conte Ruggero I di Sicilia che la assegnò al genero Enrico del Vasto. Appartenuta ai Lancia in epoca sveva, la Contea passò agli Alagona in epoca aragonese, ai quali però venne confiscata nel 1390 per la ribellione del conte Manfredi Alagona da parte del re Martino I di Sicilia, il quale la assegnò al catalano Ugo de Ademar, principe di Santapau.
Divenuta nuovamente terra baronale, essa conteneva 19 feudi (Carrubba, Castelluccio, Delera, Deliella, Faccilestri, Faino, Ineri, Lifano, Magaluffa, Milione, Marchetta, Pernice nera, Pozzo Soprano, Pozzo Sottano, San Giacomo, San Niccolò, Turco, Turcotto, Vergini), e sotto la signoria di Ambrogio Santapau Branciforte, marchese di Licodia, fu elevata a principato per concessione avutane dal re Filippo II di Spagna l'11 aprile 1563, esecutoriata il 4 aprile 1564. Il Santapau, divenuto così I principe di Butera, fu il primo feudatario in Sicilia ad essere investito di un titolo principesco.
Francesco Santapau Branciforte († 1591), II principe di Butera, e fratello di Ambrogio, che dal matrimonio con Imara Benavides Carafa dei marchesi di Zajalquinto non ebbe figli, nel 1580 rinunciò in favore del pronipote Fabrizio Branciforte Barresi († 1624), figlio di Giovanni, IV conte di Mazzarino, e di Dorotea Barrese Santapau, che ricevette investitura dello Stato l'8 dicembre 1591. I Branciforte ebbero il possesso del Principato di Butera fino all'abolizione del feudalesimo avvenuta nel Regno di Sicilia nel 1812, a seguito della promulgazione della Costituzione siciliana concessa dal re Ferdinando III di Borbone.
Ultimo principe-feudatario fu Ercole Michele Branciforte Pignatelli († 1814), il quale ebbe il primo dei 124 seggi ereditari alla Camera dei pari del Regno di Sicilia come Principe di Butera, nel 1812-16. Con Ercole Michele, XII principe di Butera, si estinse questo ramo dei Branciforte, e non avendo lasciato eredi maschi, trasmise il titolo alla figlia primogenita Caterina Branciforte Reggio (1768-1816), la quale sposò Niccolò Placido Branciforte Lanza dei principi di Leonforte, da cui ebbe una sola figlia, Stefania (1788-1843), che nel 1805 sposò Giuseppe Lanza Branciforte, VIII principe di Trabia, ed in conseguenza di questa unione tutti i titoli e beni della famiglia Branciforte pervennero ai Lanza.

## Cronotassi dei Principi di Butera

### Epoca feudale
- Ambrogio Santapau Branciforte (1563-1565)
- Francesco Santapau Branciforte (1565-1591)
- Fabrizio Branciforte Barresi (1591-1624)
- Margherita d'Austria Branciforte (1625-1660), con il consorte Federico Colonna
- Giuseppe Branciforte Branciforte (1661-1675)
- Carlo Maria Carafa Branciforte (1675-1695)
- Giulia Carafa Branciforte (1695-1705)
- Niccolò Placido Branciforte del Carretto (1705-1726)
- Caterina Branciforte Ventimiglia (1727-1763)
- Ercole Michele Branciforte Gravina (1763-1765)
- Salvatore Branciforte Branciforte (1765-1799)
- Ercole Michele Branciforte Pignatelli (1800-1812)

### Epoca post-feudale
- Ercole Michele Branciforte Pignatelli (1812-1814)
- Caterina Branciforte Reggio (1814-1816)
- Stefania Branciforte Branciforte (1816-1843)
- Pietro Emanuele Lanza Branciforte (1843-1855)
- Giuseppe Lanza Branciforte Spinelli (1855-1868)
- Pietro Lanza Branciforte Galeotti (1868-1929)
- Ottavio Lanza Branciforte Galeotti (1929-1938)
- Francesco Giuseppe Lanza Branciforte Fardella (1938-1954)
- Manfredi Lanza Branciforte de Luca (1954-1995)
- Pietro Lanza Branciforte de Luca (1995-oggi)